# Harsányi Attila (építész)
Harsányi Attila (Győr, 1943. március 29. –) építész, amatőr helytörténész.

## Élete
A győri Hild József Építőipari Technikumban végzett, ezután a Magyar Vagon és Gépgyárban (1961–69), a Győri Állami Építőipari Vállalatnál (1969–70), majd a Győri Tervező Vállalatnál (1970–90) és a Pannonplan Tervezőiroda Kft-ben (1990–2003) dolgozott. Ötszörös magyar válogatott kézilabdázó (1967–68), NB I-ben Győri Vasas ETO-val 1961-ben II., 1963-ban III. helyezést ért el.

## Magánkezdeményezője és építész tervezője
- Mátyás király tér rendezése (2001)
- II. világháborús emlékoszlop (1944. IV. 13.) állítása (2003)
- Fiala Géza emléktáblák (1990 ill. 2005)
- Mátyás király szobor posztamens (2008)
- Napórák (Múzeumház terasz, Bécsi kapu tér 4., 2014); (Klapka utca 4., 1999)
- Győr „Jubileumi Kereszt” oszlopterv ( Győr-Városház tér-2021)
- Fiala Géza faragott fa emlékoszlop állítása 2023. március 5-én (Győr, Klapka utca 4 előkert)[1]
- Keresztelő medence terve 2024 (Lipóti szent Kelemen plébánia templom)

## Publikáció
- Győr-Gyárváros Munkástelepe 1917−2002 (szerző: Harsányi Attila-2003; kiadó: MALAWI Bt.)
- Gyárváros Győrben (társszerző, 2007)
- Gyárvárosi Iskola 1910−2010 (társszerző, 2010)
- Száz éves Győr-gyárváros munkástelepe 1917−2017 (szerző-kiadó: Harsányi Attila, 2017)

## Díjak
- Dr. Kovács Pál ezüst emlékérem (2008)
- Kós Károly-díj (2010)
- Szülőföldünk Honismereti Fotópályázat díjazottja (2007−2019-ig minden évben)
- Szép Környezet – Jó Közérzet győri kertpályázat II. helyezett (2011)
- Gyárváros Szolgálatáért (2016)
- „Virágos városunk Győr, 2019” környezetszépítő verseny családi ház kategória I. helyezett